# 錢春
钱春（？—1638年），字若木，號梅谷，直隸武進縣人。明朝政治人物。

## 生平
万历十九年（1591年）辛卯科應天府鄉試第七十五名舉人，三十二年（1604年）甲辰科进士，歷官高陽縣、獻縣知縣。四十年選授福建道監察御史。太仆少卿徐兆魁攻訐李三才，藉機批判顾宪成。錢春上三疏，首发其憸邪。出按湖广，申請給予礼部侍郎郭正域及光禄少卿顾宪成恤典。又請釋放咸宁知县满朝荐。因疏論首輔方从哲被責，四十五年出为福建右参议，四十六年父喪回籍。
天啟初年，起浙江溫處道參議，再次丁憂歸鄉。服闋，天啓三年（1623年）十月起为尚寶司少卿，閏十月升太僕寺少卿，四年五月升右通政，本年遷光祿寺卿。天啟五年（1625年）五月，魏忠贤党门克新劾錢春倚恃東林，「父作子述」，因此削籍归。
崇祯二年（1629年）起为户部右侍郎，轉左侍郎，三年加升尚书，总督仓场，条行厘弊十事，因辛劳生疾，告病归乡。不久起任南京户部尚书。累疏引疾不允。崇禎十一年（1638年），黄道周、刘同升等因谏杨嗣昌夺情，被贬。范景文等疏救，錢春亦署名。次年正月，范景文削籍，錢春未受追究。終於因上疏请改折白粮，忤旨罢归。同年卒。

## 家族
曾祖錢稔。祖父錢繪，封知縣。父钱一本，癸未進士，官監察御史、为民。恩詔闲住。